# 汉口学院
汉口学院是一所经教育部批准的多学科、综合性的普通本科高校，创建于2000年，始称华中师范大学汉口分校。2011年经教育部批准，该校由独立学院转为民办的普通本科高校，并改名为汉口学院，学院命名为汉口是因为申报之时准备选址汉口，但最终选址江夏。

## 办学条件

### 硬件设施
学校已有教学仪器设备总值五千多万元，建有专业实验室73个，其中BVCOM视频通讯教学研究基地、嵌入式系统、国际结算、数字音频采编等重点实验室32个，可开设实验项目1750多个，实验开出率95%以上。学校建有教学视听、语音实验室、多媒体教室、 琴房，同时还配备了先进电脑2000多台，能与国内外著名大学分享教育资源。学校图书馆建筑面积2.68万 平方米，馆藏图书100多万册，电子图书5200GB，各种期刊1600多种。学生固定实习基地70个，学生实习实践情况良好。

### 师资力量
学校有专任教师600余人，其中具有中、高级专业技术职称者约占专任教师的78%，具有硕士、博士学位者约占专任教师的58%，有3位教师享受国务院特殊津贴，2名院士为学校客座教授。

## 办学成果
2010年和2011年学校分别接受湖北省教育厅本科专业教学合格评估和全国高等学校设置评议委员会专家组考核评议，均获得很好的评价。2012年学校还通过了湖北省学位委员会组织的学士学位授予权评估，顺利获得学士学位授予权。学校学生在大学生电子设计竞赛、“挑战杯”发明竞赛、数学建模竞赛、大学生英语、艺术竞赛等全国全省各类重大竞赛中，共有2000余人次获奖，曾参加“数学建模竞赛”获两个国家二等奖，取得全省同类院校第一名的好成绩。参加湖北省“挑战杯”大学生课外学术科技作品竞赛、湖北省大学生艺术节获“优秀组织奖”，创同类院校优异成绩。2013年学校学生获全省高校英语演讲比赛和写作比赛两项一等奖。校友刘培获“2013全国道德模范”荣誉称号。学校还积极鼓励学生再深造，有600多人考取全国重点大学研究生，曾有一寝室四女生全部考取研究生，被媒体誉为“考研四朵金花”。学校坚持设立奖、助学金，2013年资助奖励学生5000多人次，资助奖励金额650多万元。